# Доз, Софи
Софи До(у)з, баронесса Фешер (англ. Sophie Dawes, фр. baronne de Feuchères; 29 сентября 1790, остров Уайт — 15 декабря 1840, Лондон) — английская авантюристка, любовница, наследница и возможная убийца последнего принца Конде.

## Биография
Родилась в семье рыбака-контрабандиста, работала горничной в Портсмуте, а затем служанкой в лондонском борделе на Пикадилли. В 1811 году там она познакомилась с клиентом борделя, жившим в эмиграции французским принцем крови, Луи-Анри, герцогом де Бурбоном, последним в роду принцев Конде. Бурбон снял для любовницы и её матери дом в Лондоне, а после Реставрации привёз её в Париж и занялся её образованием. Даровитая девушка быстро выучила французский, греческий и латынь и приобрела светские манеры. В 1818 году Людовик Генрих (ставший в том же году после смерти отца принцем Конде) выдал её замуж за барона Адриена Виктора де Фешера, майора королевской гвардии. Фешер полагал, что она внебрачная дочь принца крови, и воспринял такой брак как честь для себя. Так Софи стала французской титулованной дворянкой и благодаря красоте и уму стала известна в свете. Когда в 1822 году обман раскрылся, барон Фешер немедленно отослал жену от себя и пожаловался Людовику XVIII. Король приказал не допускать её ко двору, публично ославив баронессу проституткой. В 1827 году Фешеры получили формальный развод.
Однако в царствование Карла X Софи вновь стали принимать в свете, а её племянница и племянник вступили в выгодные браки. Это улучшение статуса стало результатом сделки, которую ей предложили герцог Орлеанский Луи Филипп и его жена: воспользовавшись влиянием баронессы Фешер на престарелого принца Конде, они попросили её добиться, чтобы тот завещал большую часть фамильного состояния их четвёртому сыну, малолетнему герцогу Омальскому, которого Конде крестил. (Единственный сын Конде, родившийся от его распавшегося ещё в 1780 г. брака с тёткой Луи Филиппа Батильдой Орлеанской, герцог Энгиенский, был расстрелян Наполеоном I в 1804 году, после чего богатый род был обречён на вымирание). Завещание было подписано в июле 1829 года, а уже в январе 1830 года Софи вернулась ко двору Карла X, и её племянник получил титул барона. «В конце концов, каких только мерзавцев мы у себя не принимаем…» — сказала невестка короля Мария Тереза. Другим покровителем баронессы был Талейран: в обмен на удачные браки её родственников и приём в свете она делала всё возможное, чтобы Конде был благожелателен к министру, который некогда принимал участие в расстреле его сына.
Вскоре после Июльской революции 1830 года, которая возвела Луи Филиппа на престол, 27 августа, 74-летний принц Конде был найден мёртвым, висящим в петле из двух платков на оконной ручке в одном из своих замков Сен-Лё. Официальное следствие пришло к выводу о самоубийстве; большу́ю часть недвижимости получила баронесса Фешер, а огромный капитал (60 миллионов золотых франков) с процентами — маленький сын нового короля. Однако из-за показаний слуг возникли подозрения, что принц не повесился, а был убит собственной любовницей. Недоумение вызвал и основной наследник — легитимистские убеждения рода Конде были хорошо известны, и завещание в пользу семьи либерала, сына «цареубийцы» Филиппа Эгалите, к тому же только что возглавившего новую революцию, казалось подозрительным. Полагали, что принца убила Софи, по сговору с Луи Филиппом и королевой, из-за попытки Конде вырваться из-под её опеки и изменить завещание (или даже бежать из страны без неё). Распространился и более пикантный слух — о случайной гибели старика в результате аутоэротической асфиксии. Родственники последнего Конде по женской линии, князья де Роганы, оспорили завещание в суде, но проиграли дело во всех инстанциях; во время процесса произносились речи с острой критикой короля. Принятие наследства сильно повредило репутации Луи Филиппа.
Ненависть к баронессе была столь велика, что она была должна покинуть Францию и вернуться в Лондон, где умерла в 1840 году и похоронена на кладбище Кенсал-Грин.

## Литературные отзвуки
- История Софи, по некоторым данным, была использована Теккереем в образе Бекки Шарп, которую подозревают в убийстве (роман «Ярмарка тщеславия»).